# 817

## Decese
- 24 ianuarie: Papa Ștefan al IV-lea  (n. 770)
- dată necunoscută: Teofan Mărturisitorul  (n. 759)
- dată necunoscută: Grimoald al IV-lea de Benevento  (n. ?)
- dată necunoscută: Aio de Friuli  (n. ?)